# Amalophyllon repens
Amalophyllon repens är en tvåhjärtbladig växtart som först beskrevs av John Donnell Smith, och fick sitt nu gällande namn av Boggan, L.E. Skog och Roalson. Amalophyllon repens ingår i släktet Amalophyllon och familjen Gesneriaceae. Inga underarter finns listade i Catalogue of Life.